# The Meaning of Life
«The Meaning of Life» es una canción de la banda estadounidense de punk rock The Offspring. Es la segunda canción en su cuarto disco de estudio Ixnay On The Hombre, publicado en 1997, y fue lanzada como el cuarto sencillo del álbum.

## Listado de canciones
| N.º                  | Título                                        | Duración |  |
| 1.                   | «The Meaning of Life»                         | 2:25     |  |
| 2.                   | «I Got a Right» (Cover de Iggy Pop)           | 2:19     |  |
| 3.                   | «Smash It Up (En vivo)» (Cover de The Damned) | 3:01     |  |
| Duración total: 7:45 |                                               |          |  |

## Videoclip
El videoclip fue publicado el 12 de agosto de 1997. En el mismo, Dexter Holland canta la canción colgado boca abajo de un árbol en compañía de una gran variedad de monos. También se pueden ver cuatro personas en sillas de ruedas eléctricas corriendo una carrera en el desierto a toda velocidad. Estas personas son los miembros de la banda, aunque para grabar el vídeo se utilizaron trucos. También se pueden ver otras escenas, incluyendo gente vestida con trajes rojos que caminan en el desierto, un niño comiendo un algodón de azúcar o un perro que corre en el interior de una casa.

### Apariciones en DVD
El video musical también aparece en el DVD llamado Complete Music Video Collection, que fue lanzado en 2005.

## En la cultura popular
- La canción "The Meaning Of Life" esta en la banda sonora del documental Snowriders II.[1]
- La canción "Smash It Up", que está incluida en el sencillo, apareció en la BSO de la película Batman Forever.[2]
- La canción "The Meaning Of Life" esta en la banda sonora del anime Tekken: The Motion Picture.[3]

## Créditos
- Dexter Holland - Vocalista, guitarrista,
- Noodles - Guitarra, coros
- Greg K. - Bajo, coros
- Ron Welty - Batería